# 林肯鎮區 (印地安納州拉波特縣)
林肯鎮區（英語：Lincoln Township）是位於美國印地安納州拉波特縣的一個行政鎮區。

## 地方資料
根據2010年美國人口普查的數據，林肯鎮區的面積為72.20平方千米，當中陸地面積為70.40平方千米，而水域面積為1.80平方千米。當地共有人口1794人，而人口密度為每平方千米24.85人。